# Compañía General de Tabacos de Filipinas

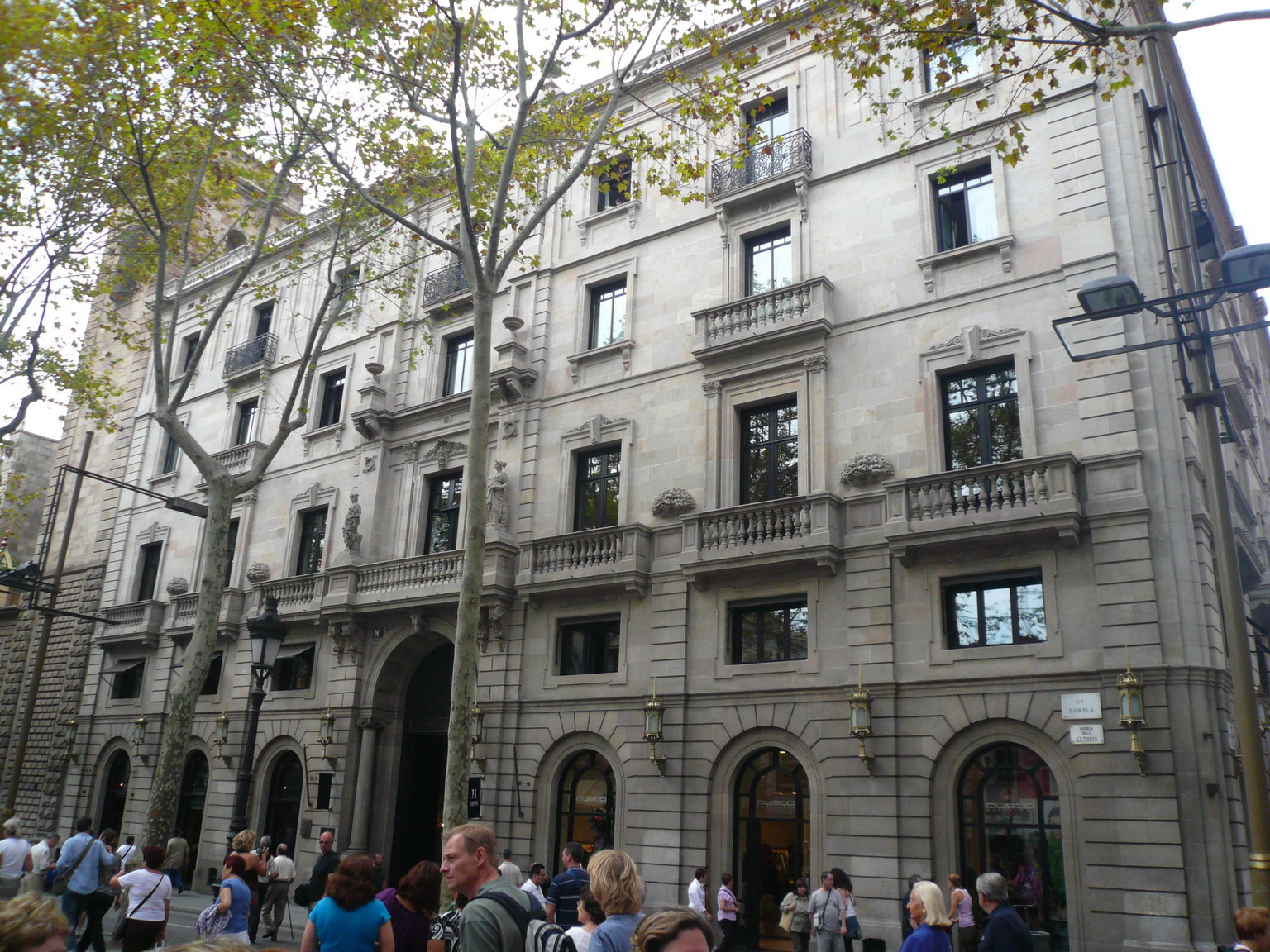
Antigua sede de la compañía en Barcelona.

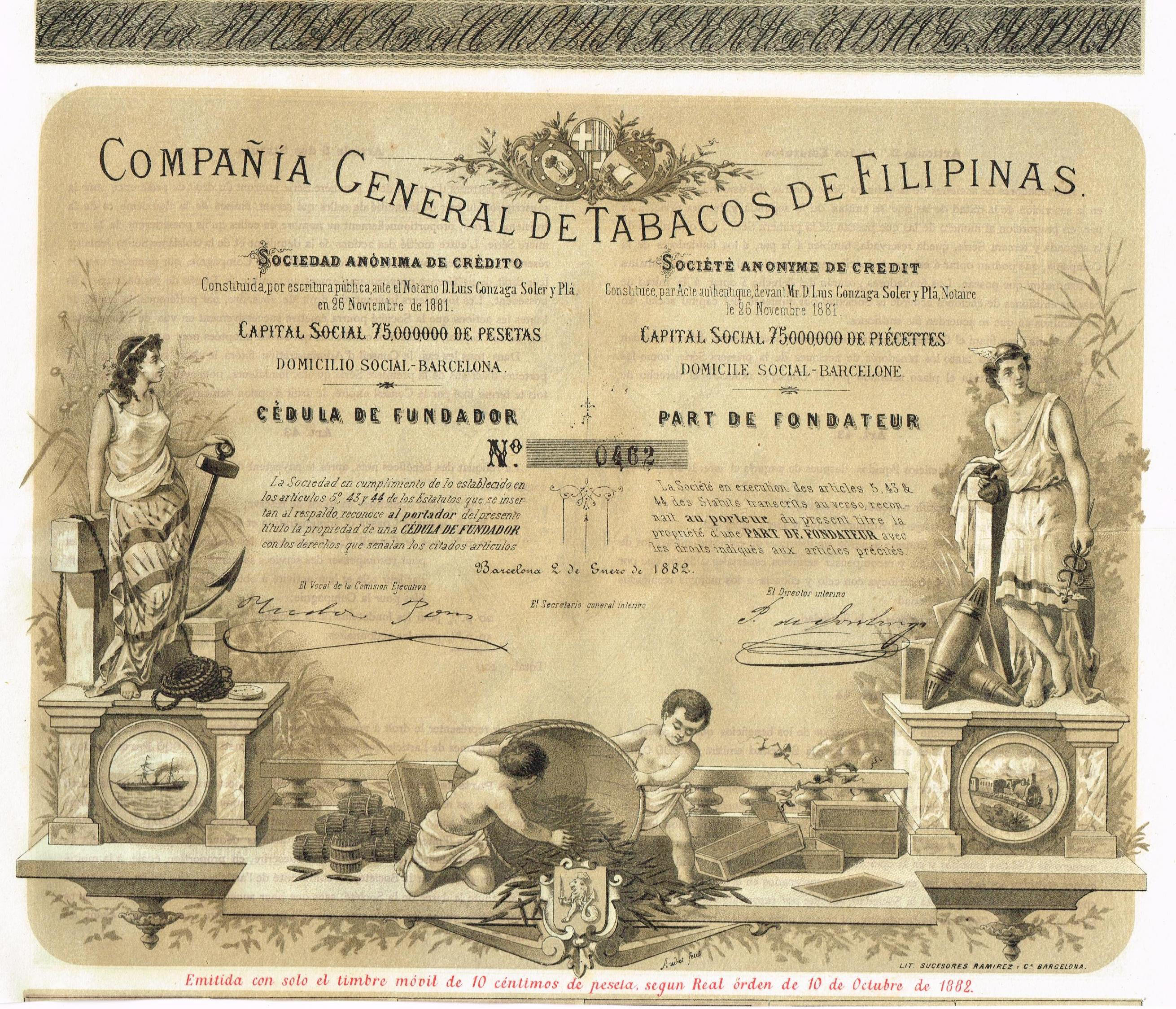
Cédula de Fundador de la Compañía General de Tabacos de Filipinas del 2 de enero de 1882.

La Compañía General de Tabacos de Filipinas, S.A. (abreviada CdF), también conocida como la Compañía Española de Tabacos de Filipinas, fue la primera gran multinacional española fundada en 1881 por Antonio López y López en Barcelona, España, y basada en Manila. En España la firma fue conocida como "Tabacos de Filipinas"  y en Filipinas como "La Tabacalera".

## Historia
El objeto social de la empresa, era sobre todo el cultivo, compra, fabricación, venta y explotación de tabacos de Filipinas, aunque amplió sus horizontes más allá del tabaco.
Principalmente, sus actividades fueron:
- La recolección, tratamiento y venta de tabaco, ya sea en rama o tratado.
- El transporte naval de mercancías, y la creación de factorías para el comercio de importación.
- La explotación forestal, a partir de 1892.
- El azúcar y la distribución de alcohol, a partir de 1893.
- La copra, que se obtenía de cocos secados al sol y a fuego, de los que se obtenía una grasa muy preciada para la elaboración de jabones.
- El abacá. Una planta parecida al plátano bananero de la que se obtenía una fibra elástica más resistente que el cáñamo al mojarse en agua salada.
- El maguey. Semejante al abacá

La empresa participó en otras actividades por motu proprio como fueron la creación de la red eléctrica de Manila o de la red de tranvías de la misma ciudad.
Atendiendo a la distribución, la Compañía operaba en tres mercados:
- El peninsular.
- El europeo, comerciando con países como el Reino Unido, Alemania y los Países Bajos.
- El mercado de Filipinas, resto de Asia y Oceanía.